# Neureclipsis crepuscularis
Neureclipsis crepuscularis är en nattsländeart som först beskrevs av Walker 1852.  Neureclipsis crepuscularis ingår i släktet Neureclipsis och familjen fångstnätnattsländor. Inga underarter finns listade i Catalogue of Life.